# Fujikawaguchiko
Fujikawaguchiko (jap. 富士河口湖町, -machi) ist eine Stadt im Landkreis Minamitsuru der japanischen Präfektur Yamanashi.

## Sehenswürdigkeiten

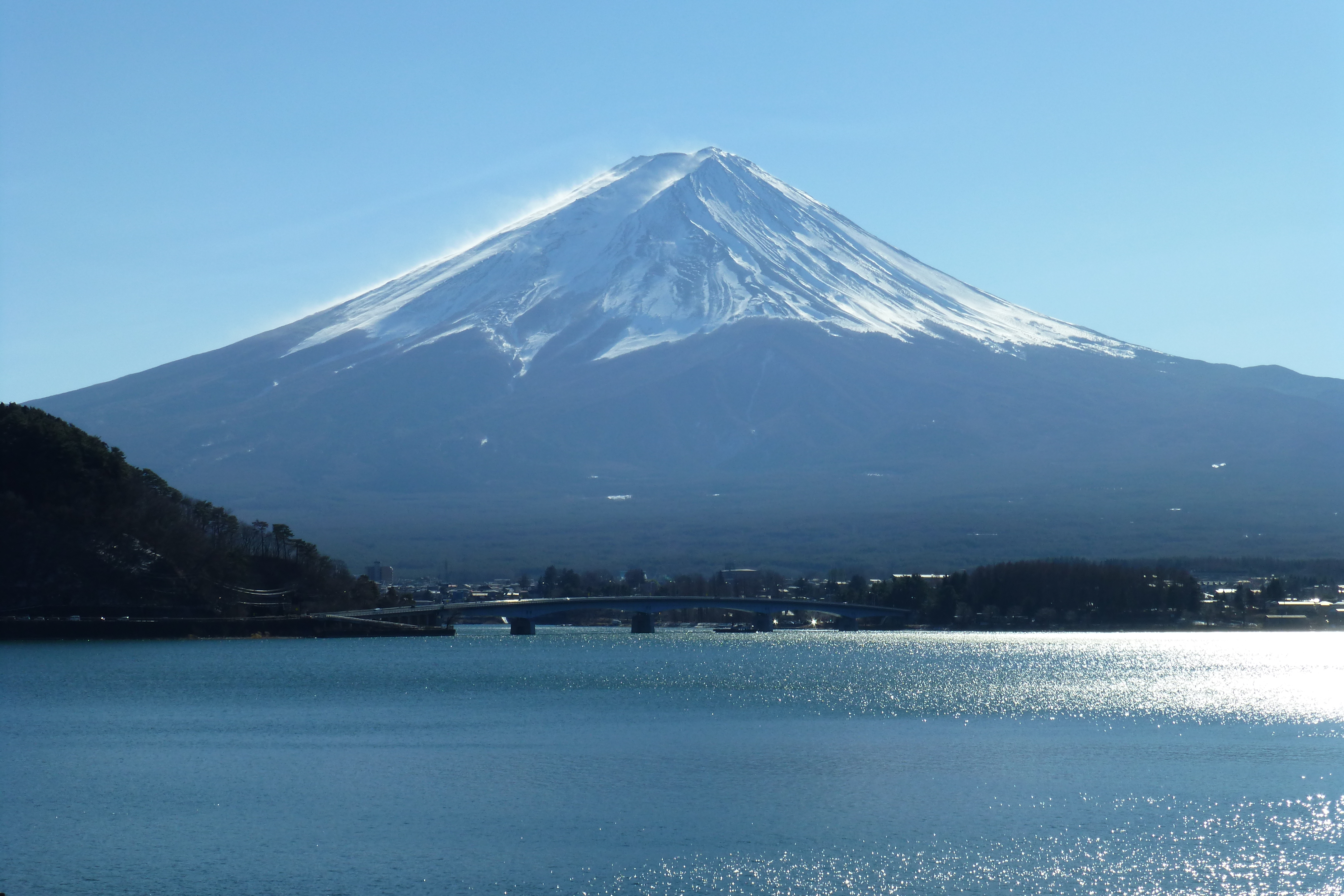
Sonnenaufgang am Fujisan, Blick über den Kawaguchi-See

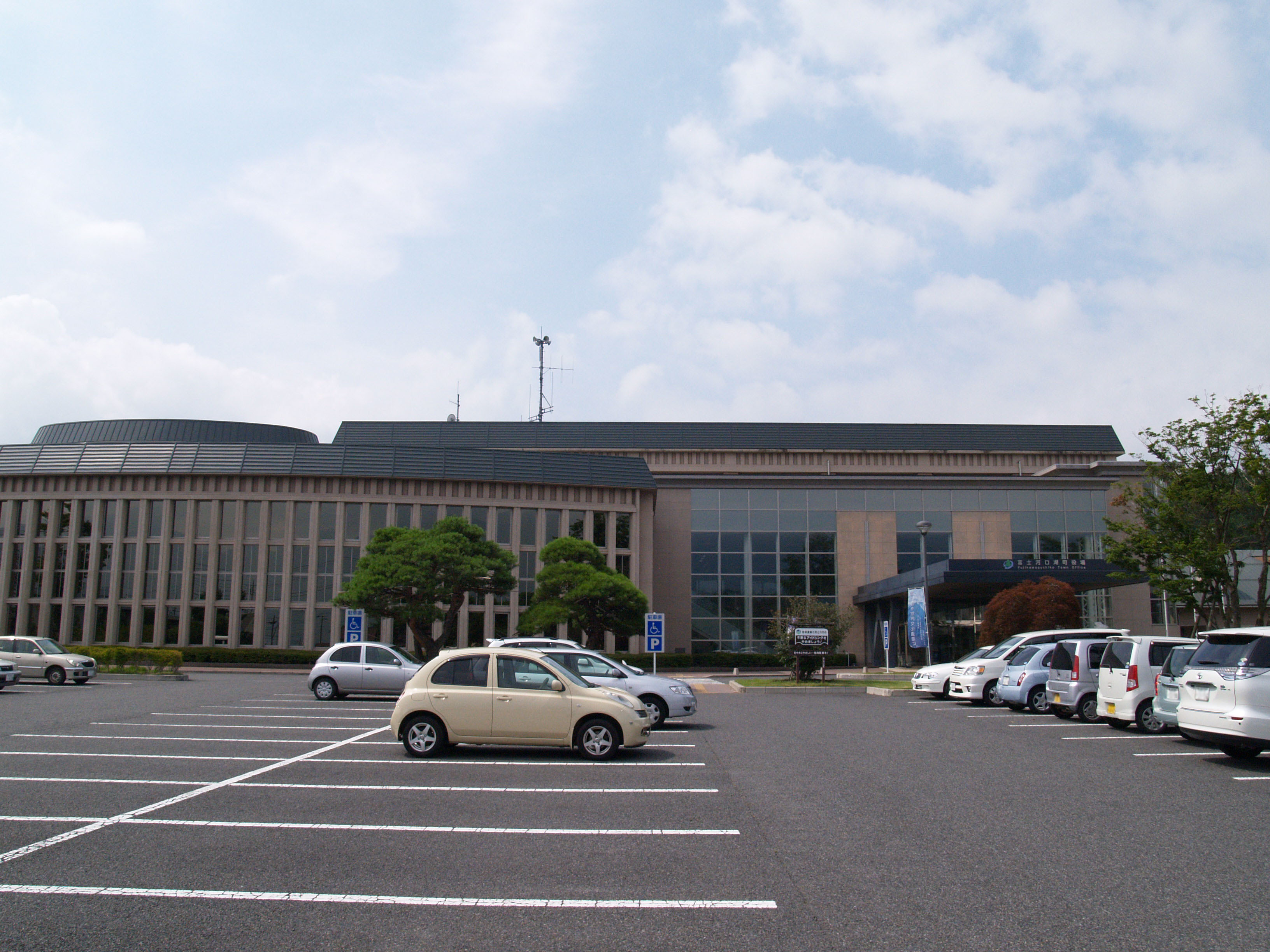
Rathaus

Der Kawaguchi-See (Kawaguchi-ko), der Saiko, der Shōji-See und die östliche Hälfte des Motosu-Sees, d. h. vier  der Fünf Fuji-Seen, liegen auf dem Gemeindegebiet. Das Stadtzentrum liegt am Kawaguchi-See, der eine bekannte Sehenswürdigkeit sowie ein beliebtes Erholungsgebiet der Bevölkerung Tokios ist.
Auf dem Gemeindegebiet befindet sich außerdem das ausgedehnte Aokigahara-Waldgebiet.
Erreichbar ist Fujikawaguchiko über die Fujikyūkō-Linie mit dem Bahnhof Kawaguchiko.

## Angrenzende Städte und Gemeinden
- Präfektur Yamanashi
  - Fuefuki im Norden
  - Ōtsuki im Nordnordosten
  - Tsuru im Ostnordosten
  - Nishikatsura im Ostnordosten
  - Fujiyoshida im Osten
  - Narusawa im Süden
  - Minobu im Westen
  - Kōfu im Nordnordwesten
- Präfektur Shizuoka
  - Fujinomiya im Südsüdwesten